# El árbol de Gabriel
El árbol de Gabriel, est une telenovela vénézuélienne diffusée en 2011-2012 par Venevision.

## Distribution
- Jorge Reyes : Gabriel León
- Daniela Bascope : Magdalena Miranda
- Nohely Arteaga : Valentina Pacheco
- Aroldo Betancourt : Efraín Fernández
- Roxana Díaz : Sofía Alvarado
- Cristóbal Lander : Agustín Camejo
- Roque Valero : Epicúreo "Epi" Morales et Carmen Garcés
- Elaiza Gil : Nayarí Rosales
- Alfonso Medina : Antonio "Toño" Gualtero
- Laura Chimaras : Julieta Fernández Iturria
- Lourdes Valera : Bárbara Miranda
- Beatriz Vásquez : Ana Belén Iturria
- Eulalia Siso : Amelia Ruíz de León
- Paula Woyzechowsky : Gloria Falcón
- Randy Piñango : Ricardo Pecorelli
- Erika Santiago : Marilyn González
- Mariely Ortega : Brenda Sánchez
- José Ramón Barreto : Deibis Arriaga
- Sindy Lazo : Patricia Picón
- José Manuel Suárez : Maikel Blanco
- Vanessa Di Quattro : Dilenis Barreto
- Greisy Mena : Zuleika
- Gabriel López : Saúl Navas 'Seis Nueve'
- Myriam Abreu : Angie Sorelli
- Sebastián Quevedo : Rodrigo Camejo
- Diego Villarroel : William Guillermo
- Franci Otazo : Fanny
- Jenny Valdés : Irma
- Romelia Agüero : Lutecia
- Alejandro Corona : Miguel Calixto Jamer
- Hernán Iturbe Decan : Joaquín
- Irene Delgado : Melanie
- Héctor Manrique : Merlín
- Virginia Lancaster : Virginia
- José Vieira : l'animateur de la célébration du Carnaval dans le quartier
- Luis Pérez Pons : le commissaire
- Damián Genovese : Antoine
- Yugui López : Pokemón
- Carlos Cruz : Maximiliano Reyes
- William Goite : Franco Brunatto
- Vanessa Suárez : Marcela Brunatto
- Diosa Canales : elle-même